# دايفيد كينغ (مصور)
دايفيد كينغ (بالإنجليزية: David King)‏ (و. 1943 – 2016 م) هو مصور، ومؤرخ، ومصمم جرافيك، ومصمم بريطاني، ولد في لندن الكبرى، توفي عن عمر يناهز 73 عاماً.

## وصلات خارجية
- دايفيد كينغ على موقع IMDb (الإنجليزية)
- دايفيد كينغ على موقع ميوزك برينز (الإنجليزية)
- دايفيد كينغ على موقع ديسكوغز (الإنجليزية)

- دايفيد كينغ في قاعدة بيانات الأفلام على الإنترنت